# Här har du ditt liv
Här har du ditt liv är en svensk dramafilm som hade biopremiär i Sverige den 26 december 1966, av regissören Jan Troell, med Eddie Axberg i huvudrollen. Troell regisserade, filmade och klippte filmen, samt skrev manuset tillsammans med producenten Bengt Forslund. Filmen är en filmatisering av Eyvind Johnsons romansvit "Romanen om Olof", som är ett fyrdelat delvis självbiografiskt verk som gavs ut mellan 1934 och 1937, med titlarna Nu var det 1914 (1934), Här har du ditt liv! (1935), Se dig inte om! (1936) och Slutspel i ungdomen (1937).
I en omröstning ämnad att utse Sveriges bästa film genom tiderna, som hölls av tidningen Nöjesguiden 1995, kom Här har du ditt liv på fjärde plats.
Det var efter att ha sett denna film som författaren Vilhelm Moberg gav regissören Jan Troell förtroendet att filma Utvandrarna, efter hans romansvit. Han kallade den för en av de bästa svenska filmer som gjorts.

## Handling
Filmen handlar om pojken Olofs (Eddie Axberg) uppväxt i norra Norrland. Den börjar när Olof är 14 år och lämnar sin fosterfamilj för att försörja sig. Han hamnar i ett arbetslag med äldre timmerflottare, men han har redan från början en vagt medveten känsla om att det inte är hans plats i tillvaron. Hans nästa yrke blir vid ett sågverk. Han börjar också, på fritiden, bilda sig med självstudier inom litteratur, politik och språk.
17 år gammal får han efter en rad kroppsarbeten plats som biografmaskinist.
Senare drabbas Olof av arbetslöshetens förtvivlan. Han engagerar sig fackligt och förespråkar revolution. Hans frigörelsekamp når till slut sin fullbordan när han bryter upp och beger sig söderut.
Slutet är en klassisk helikoptervy av Olof när han vandrar på järnvägsrälsen.

## Om filmen
Här har du ditt liv har visats i SVT, bland annat 1981, 1986, 2018 och i juli 2021.

## Medverkande
- Eddie Axberg – Olof
- Gudrun Brost – fostermodern
- Ulla Akselson – modern
- Bo Wahlström – storebror
- Rick Axberg – Bror
- Holger Löwenadler – Kristiansson, rallare
- Göran Lindberg – Olsson, flottare
- Tage Sjögren – Lund, flottare
- Tage Jonsson – Linus, flottare
- Allan Edwall – August, flottare
- Anna Maria Blind – kvinnan i sagan
- Birger Lensander – tegelbruksdisponenten
- Max von Sydow – Smålands-Pelle, gammal rallare
- Ulf Palme – Larsson, sågverksarbetare
- Jan Erik Lindqvist – Johansson, sågverksarbetare
- Börje Nyberg – Sågverksdisponenten
- Gunnar Björnstrand – Lundgren, biografdirektör
- Signe Stade – Maria
- Stig Törnblom – Fredrik, Olofs kamrat
- Åke Fridell – Nicke Larsson, ambulerande filmförevisare
- Ulla Sjöblom – Olivia, tivoliarbeterska
- Catti Edfeldt – Maja
- Bengt Ekerot – Byberg, verkstadsförman på SJ
- Per Oscarsson – Niklas, arbetare på SJ:s lokverkstad
- Bertil Linné – Gustafsson, fackföreningsmedlem